# Ormoy-lès-Sexfontaines
Ormoy-lès-Sexfontaines és un municipi francès situat al departament de l'Alt Marne i a la regió del Gran Est. L'any 2018 tenia 42 habitants. El 2007 hi havia 24 cases: 19 eren l'habitatge principal, una segona residència i quatre estaven desocupats.

## Poblacions més properes
El següent diagrama mostra les poblacions més properes.